# 阿尔泰藜芦
阿尔泰藜芦（学名：[Veratrum lobelianum] 错误：{{Lang}}：文本有斜体标记（帮助））为黑藥花科藜芦属下的一个种。

## 扩展阅读
- 維基物種上的相關：阿尔泰藜芦